# Gianfranco Salvatore
Gianfranco Salvatore (Caserta, 1957) è un musicologo e critico musicale italiano.

## Carriera
Si occupa di musiche di tradizione orale, musica afroamericana e musica popolare. È docente di Etnomusicologia e di  Storia del Jazz e della Popular Music presso i corsi di laurea Dams e Beni Culturali dell'Università del Salento. Ha anche insegnato all'università IULM di Milano e al CET di Mogol.
Ha fondato e diretto per circa quindici anni l'Accademia della Critica di Roma. Dal 2008 dirige la sezione europea del CBMR (Center for Black Music Research, Columbia College, Chicago), sita presso l'Università del Salento.
Ha pubblicato numerosi libri e saggi musicali.
Ha fondato e diretto con Maurizio Agamennone il festival la Notte della Taranta.